# Morelos Dos
No confundir con Morelos II.
Morelos Dos es un ejido del municipio de Cajeme ubicado en el sur del estado mexicano de Sonora, en la zona del valle del Yaqui. Según los datos del Censo de Población y Vivienda realizado en 2020 por el Instituto Nacional de Estadística y Geografía (INEGI), Morelos Dos tiene un total de 331 habitantes.

## Geografía
Morelos Dos se sitúa en las coordenadas geográficas 27°13'38" de latitud norte y 110°00'58" de longitud oeste del meridiano de Greenwich, a una elevación de 68 metros sobre el nivel del mar.